# Modisimus ovatus
Modisimus ovatus är en spindelart som beskrevs av Bryant 1940. Modisimus ovatus ingår i släktet Modisimus och familjen dallerspindlar.
Artens utbredningsområde är Kuba. Inga underarter finns listade i Catalogue of Life.